# Каямб
Каямб (наричан още мараван в Мавриций) е музикален перкусионен инструмент от групата на фрикционните идиофони.
Каямб представлява дървена рамка, в средата на която са закрепени плътно една до друга много тънки сламени тръбички, пълни с пясък или семена.
Звукът се произвежда по два начина – чрез разклащане на рамката и чрез триене по тръбичките с дървена палка (подобно на уошборда и гуирото).
Характерен е за музиката на Маскаренските острови (група от острови в Индийския океан).